# Arje
Arje (hebrejsky אריה) je mužské rodné jméno hebrejského původu, které znamená „lev“.
Anglické přepisy jména jsou Aryeh, Arye. V jidiš se často používá s překladem – Arje Lejb (doslova Arje Lev) či Arje Jehuda Lejb, neboť symbolem Jehudy je lev.

## Nositelé
- Arje Ben Eliezer – izraelský politik
- Arje Deri – izraelský politik
- r. Aryeh Kaplan – americký rabín
- r. Arje Levin – izraelský rabín, známý jako „Jeruzalémský cadik“
- Arje Dvorecki – izraelský matematik, nositel Izraelské ceny